# Fjällig gelémussling
Fjällig gelémussling (Hohenbuehelia mastrucata) är en svampart som först beskrevs av Elias Fries, och fick sitt nu gällande namn av Rolf Singer 1951. Fjällig gelémussling ingår i släktet Hohenbuehelia och familjen musslingar.  Arten är reproducerande i Sverige. Inga underarter finns listade i Catalogue of Life.